# Madden NFL 07
Madden NFL 07 est un jeu vidéo de sport (football américain) sorti en 2006 sur PlayStation 2, PlayStation 3, GameCube, Xbox, Xbox 360, PlayStation Portable, Game Boy Advance, Nintendo DS et PC (Windows).
Le jeu fait partie de la série Madden NFL. Le joueur de la National Football League Shaun Alexander est présent sur la couverture.

## Accueil
- IGN : 8,3/10 (PC/PS3/PS2/XB/GC)[1],[2],[3],[4] - 8,5/10 (X360)[5],[6] - 8,5/10 (Wii)[7] - 8/10 (PSP)[8] - 6/10 (DS)[9] - 7,5/10 (GBA)[10]
- Jeuxvideo.com : 16/20 (Wii)[11]
- PC Gamer US : 85 % (PC)[12]